# Otavita
La otavita es un mineral de la clase de los minerales carbonatos y nitratos, y dentro de esta pertenece al llamado “grupo de la calcita”. Fue descubierta en 1906 en una mina cerca de la localidad de Otavi de la región de Oshikoto (Namibia), siendo nombrada así por esta localidad.

## Características químicas
Es un carbonato de cadmio, anhidro. Es isoestructural con la calcita, a cuyo grupo pertenece, siendo el equivalente con catión de cadmio de la calcita. Sus cristales suelen presentar intercrecimiento con cristales de smithsonita (ZnCO3).

## Formación y yacimientos
Es un mineral de aparición rara, que se forma como mineral secundario en la zona de oxidación de los yacimientos hidrotermales de otros minerales del cadmio.
Suele encontrarse asociado a otros minerales como: smithsonita, cerusita, hidrocincita, hemimorfita, azurita, malaquita, rosasita, olivenita, piromorfita, calcita o fluorita.